# 溪埔寮 (屏東縣)
永隆，原名溪埔寮，位於臺灣屏東縣鹽埔鄉永隆村，指稱永隆村西南部的一個漢化的臺灣原住民馬卡道族聚落。

## 概述
永隆部落為永隆村的主要聚落，原名溪埔寮，原為武洛溪漫流的溪埔地，因在溪埔地設寮而得名。西元1894年的《鳳山縣採訪冊》已有港西里溪埔寮的記載。日治時代，許多平埔族馬卡道族居民從杜君英（今內埔鄉中林村）:27、赤山（今萬巒鄉赤山村）:341 來此附近農場工作，而改變了此地的族群組成，今日村莊內居民超過半數是潘姓。信仰中心為妙善堂，主祀神明為觀世音菩薩。現稱永隆是為取「永久興隆」吉祥之意。據2022年2月份的戶政資料，溪埔寮的人口大概剩下五百多人。